# Carex flacca
Carex flacca, amb el nom comú de càrex glauc, és una espècie de planta herbàcia de la família de les ciperàcies (Cyperaceae) freqüent a les garrigues i zones forestals.

## Descripció
Es tracta d'una herbàcia perenne de tiges trígones i lleugerament aspres que poden arribar als 20-60 cm. Les fulles són planes, generalment de menor longitud que les tiges i amb una amplada de 3-5 mm, glauques en ambdues cares o sols al revers o abaxial; lígula de 2-3 mm, d'àpex obtús, arrodonit o emarginat, de vores convolutes, soldada al limbe en la major part de la seva longitud. La inflorescència és en panícula o raïm d'espigues; les masculines (1)2-3(5), de (8)15-50(70) mm, són més o manco fusiformes; les femenines 2-4, de (7)15-50(100) mm, són ovoides o cilíndriques, més o manco separades, a vegades la(s) superior(s) andrògina, en ocasions es troben ramificades en la base, de gairebé sèssils i erectes a llargament pedunculades i penjants.
És un dels càrex més freqüents a les garrigues i zones forestals, però podrem distingir-lo pel color glauc de les fulles que són bastant dures i normalment més curtes que la tija.

## Distribució i hàbitat
La podem trobar a prats humits en una gran varietat d'hàbitats: ullastrars i altres garrigues escleròfil·les, savinars, marines de bruc, brolles silicícoles, pinars i garrigues amb romaní i timonedes i pradells terofítics silicícoles.
Es distribueix per tot Europa, Nord d'Àfrica i punts aïllats de l'oest d'Àsia; naturalitzada en el nord-est d'Amèrica del Nord. Present a gairebé a tota la península Ibèrica. Als Països Catalans la trobem a Alacant, Barcelona, Castelló, Girona, Lleida, Tarragona, València i Illes Balears; per illes a Mallorca, Menorca, Eivissa i Formentera.